# Žeraviny
Žeraviny település Csehországban, Hodoníni járásban. Žeraviny Hroznová Lhota, Kněždub, Kozojídky és Vnorovy településekkel határos. Lakosainak száma 184 fő (2024. január 1.).

## Népesség
A település lakosságának változását az alábbi diagram mutatja:
| Lakosok száma | 278  | 295  | 282  | 270  | 220  | 187  | 194  | 184  | 176  | 184  |
|               | 1869 | 1900 | 1921 | 1961 | 1980 | 2011 | 2016 | 2019 | 2021 | 2024 |